# Enea Sbarretti
Enea Sbarretti, italijanski rimskokatoliški duhovnik in kardinal, * 27. januar 1808, Spoleto, † 1. maj 1884.

## Življenjepis
12. marca 1877 je bil povzdignjen v kardinala in imenovan za kardinal-diakona S. Maria ad Martyres.